# Adama van Scheltemaplein
Het Adama van Scheltemaplein is een plein in Amsterdam-Zuid.

## Ligging en geschiedenis
Het plein ligt aan de noordrand van de Gerrit van der Veenstraat tussen de Memlingstraat en Rubensstraat. Het vormt in symmetrie ten opzichte van de Minervalaan de fysieke tegenhanger van het Veroneseplantsoen. Het droeg voor korte tijd de naam Jordaenplantsoen.
Het plein kreeg op 27 april 1933 haar nieuwe naam, waarbij ze werd vernoemd naar dichter Carel Steven Adama van Scheltema. Omliggende straten hadden al een decennium eerder hun naam gekregen.
Aan de noordrand van het plein was gedurende de Tweede Wereldoorlog de Zentralstelle für jüdische Auswanderung in Amsterdam gevestigd. In tegenstelling tot de Euterpestraat (van jaren 20 tot 1945, toen zij hernoemd werd in Gerrit van der Veenstraat) kreeg het plein na die oorlog geen nieuwe naam. Dit is vermoedelijk niet gedaan omdat dat het bedoelde gebouw tijdens een bombardement op 26 november 1944 verloren is gegaan en de band met het verleden daardoor werd doorgesneden.

## Gebouw
Het plein kent eigenlijk geen bebouwing; het is een speelplaats aangevuld met een terreintje waarop een gedenkteken staat. Toch heeft het plein één adres: Adama van Scheltemaplein 1 voor het schoolgebouw aan de noordzijde, doch dat heeft als hoofdingang Jan van Eijckstraat 47. In 2011 werd dat tot gemeentelijk monument verklaard. Het gebouw herbergt sinds 2000 het Sint Ignatiusgymnasium.

## Kunst
Aan de westkant van de open ruimte staat het Gedenkteken Adama van Scheltema (in 1933 de reden het plein te hernoemen) met uit 2007 de toevoeging Monument voor gedeporteerde joden.
Aan de noordzijde van het plein, op het terrein van het gymnasium aan de zijde van de Rubensstraat staat een van de onbekendste beelden in Amsterdam. Voor zover bekend is de maker anoniem, is datum van plaatsing onbekend en ook is niet duidelijk wat het beeld voorstelt. Alle drie de aanduidingen komen voor in Amsterdam, maar voor dit beeld gelden alle drie. Het lijkt te bestaan uit een man in een vis en wordt door sommigen ingeschat als beeld uit de Cobraperiode, maar niets is zeker bij dit beeld.

## Afbeeldingen

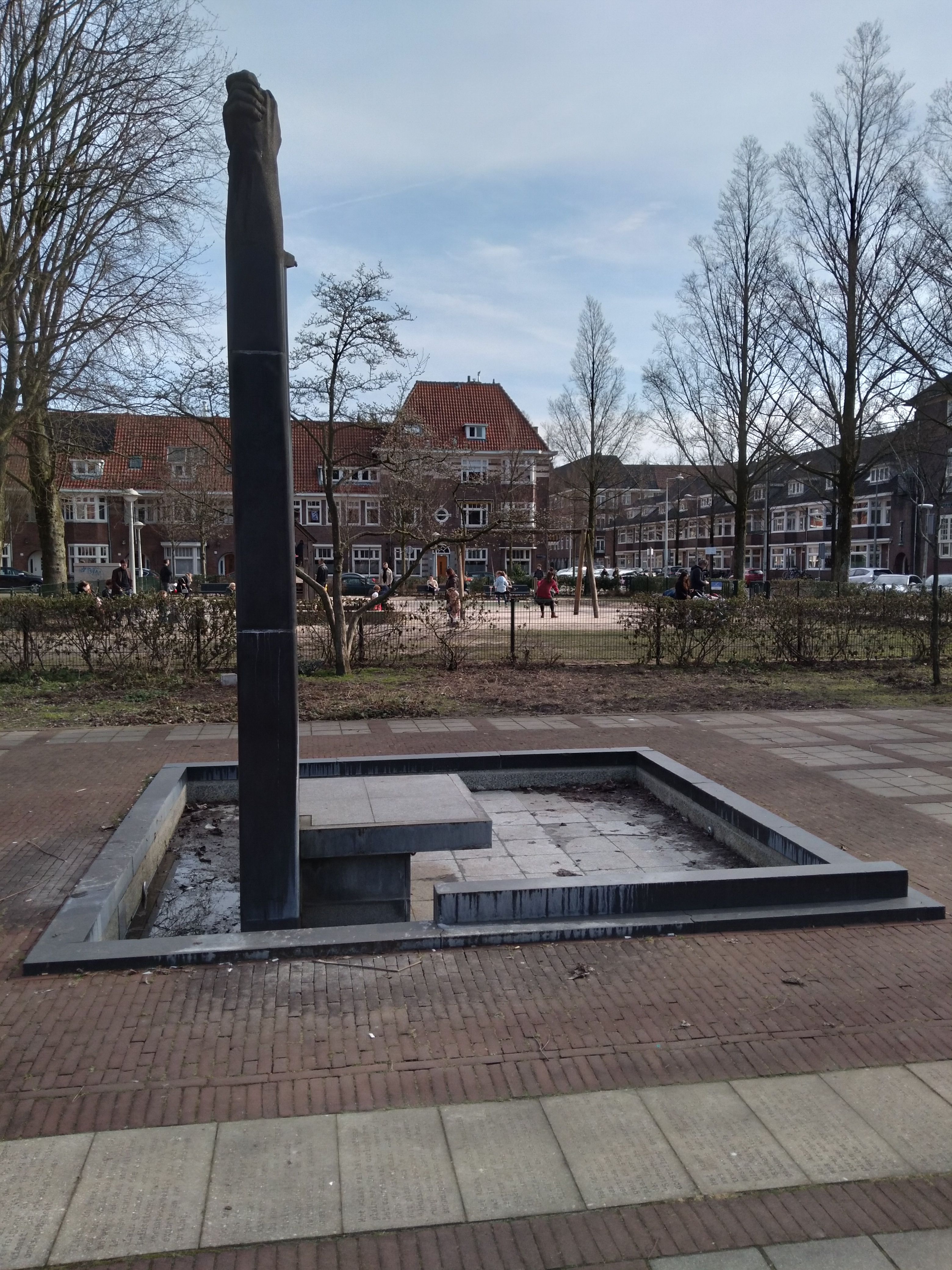
Gedenkteken (februari 2021)
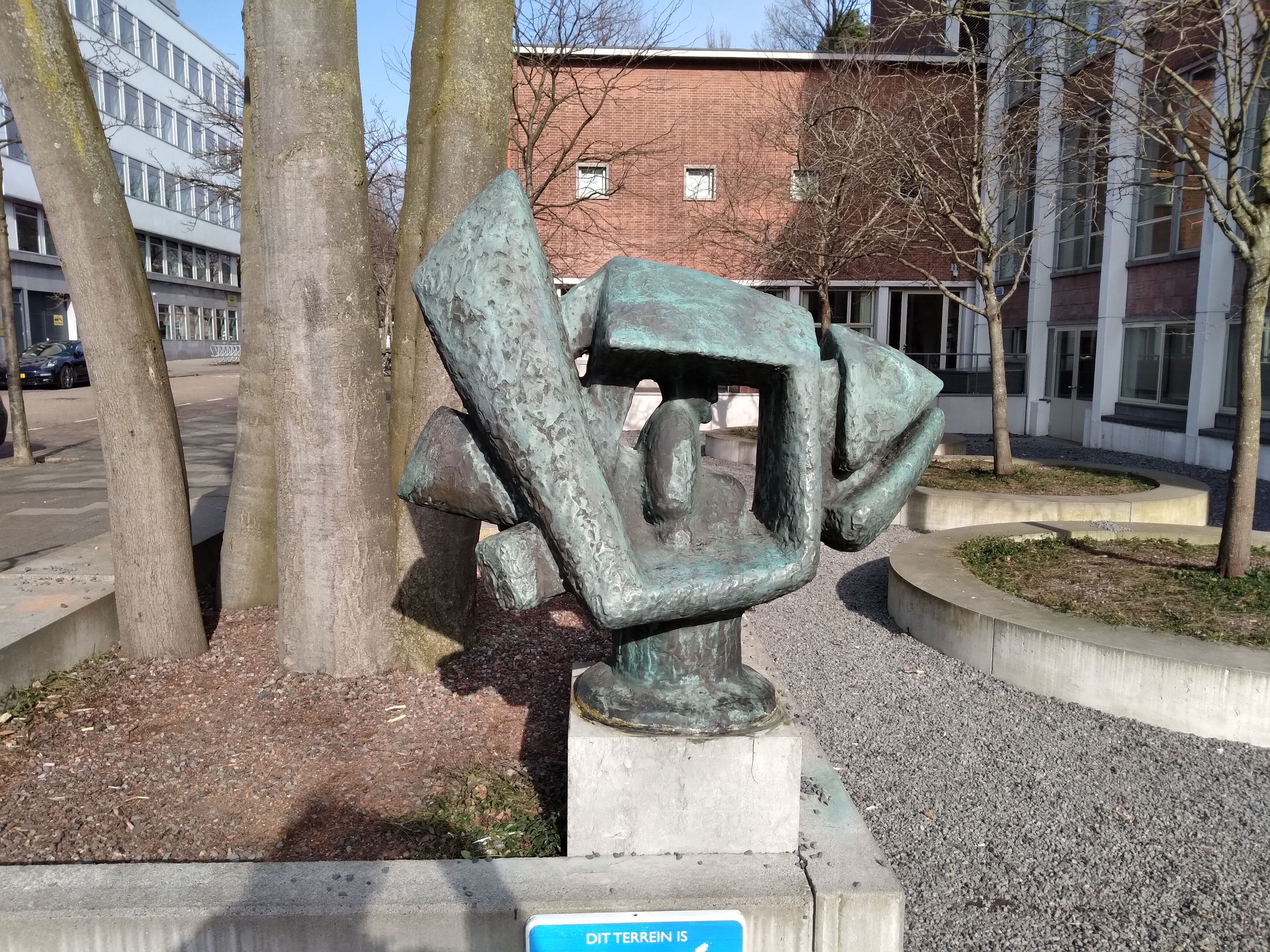
Beeld (februari 2021)
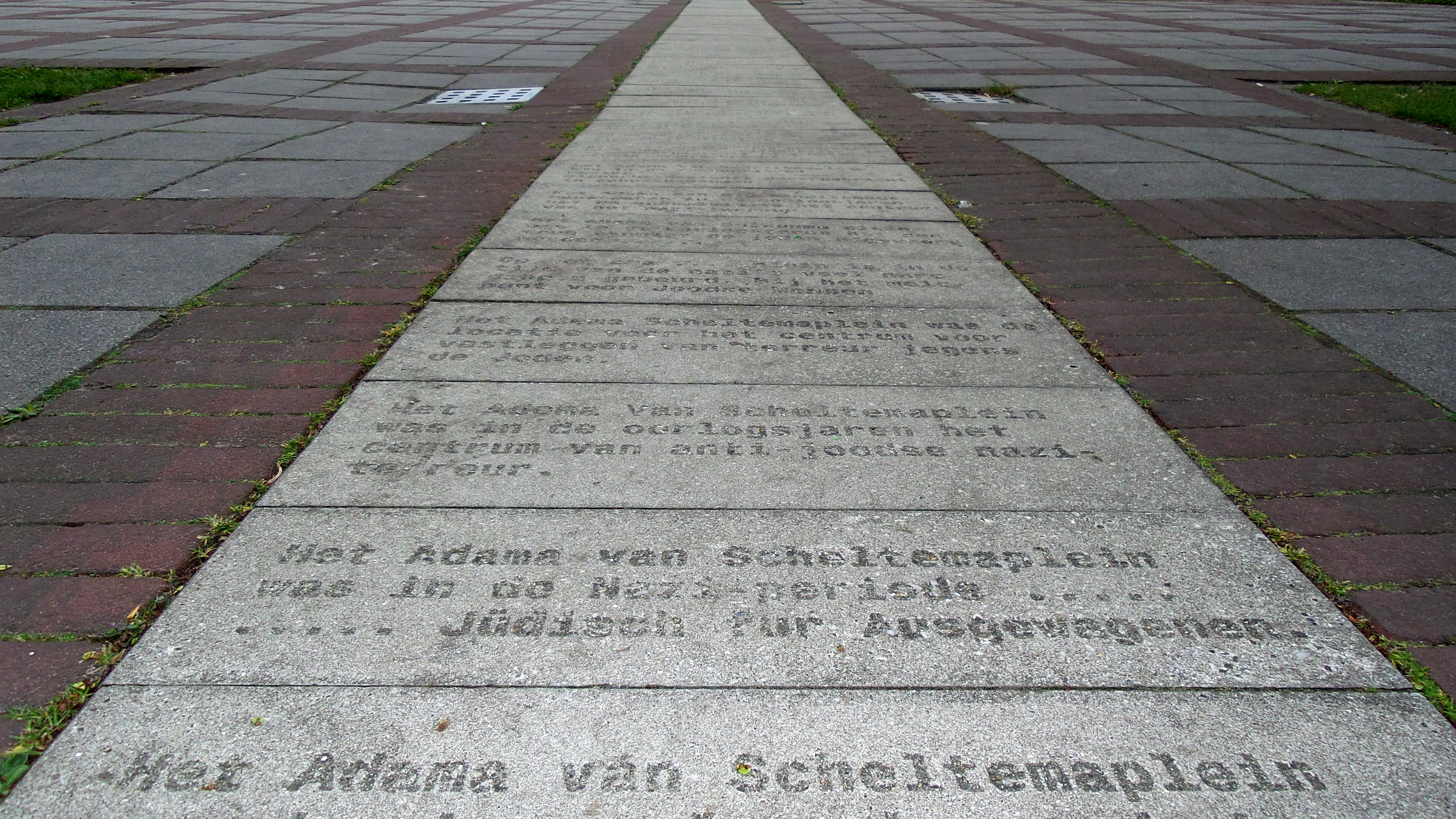
Oorlogsmonument (april 2015)